# Jens Bergensten
Jens Peder Bergensten (Örebro, Suècia, 18 de maig de 1979) també conegut com a Jeb, o jeb_ pel seu sobrenom de jugador, és un dissenyador suec de videojocs. Des de desembre de 2010, ha treballat per al desenvolupador de videojocs Mojang AB com a programador i dissenyador de jocs. Es va convertir en el principal dissenyador i desenvolupador del popular joc indie sandbox, Minecraft, després que Markus Persson ("Notch") va renunciar als càrrecs al desembre de 2011.

## Biografia
Bergensten va començar programant els seus primers jocs als 11 anys usant BASIC i Turbo Pascal. Als 21 anys, ell era dissenyador de mapes i mods per al videojoc de trets en primera persona Quake III Arena. Més tard va treballar com a programador de C++ per al desenvolupador de jocs Korkeken Interactive Studio que es va declarar en fallida i es va convertir en Oblivion Entertainment. Durant aquest temps, ell va desenvolupar el joc de rol en línia Whispers in Akarra que va ser anul·lat a causa del desinterès dels consumidors.
Després de la fallida de Oblivion, Bergensten es va mudar a Malmö i va obtenir un mestratge en ciències de la computació en 2008. Durant els seus estudis va fundar la companyia de desenvolupament de jocs indie, Oxeye Game Studio, juntament amb Daniel Brynolf i Pontus Hammarber. L'estudi es va fer conegut pel videojoc de plataformes Cobalt i el videojoc d'estratègia en temps real Harvest: Massive Encounter.
Fins al 24 de novembre de 2010, Bergensten va treballar per a la comunitat de coneixement en línia, Planeto.
L'11 de maig de 2013 Jens es va casar amb Jenny Bergensten (nom de soltera Thornell).

### Mojang
Bergensten va ser contractat originalment com a desenvolupador backend de Mojang per al joc Scrolls, però va començar a programar parts més i més importants de Minecraft fins que ell es va fer càrrec del seu desenvolupament per complet l'1 de desembre de 2011, després de Markus Persson va renunciar a aquest càrrec. Bergensten va ser part de l'equip que va desenvolupar Catacomb Snatch com a part de l'esdeveniment de Humble Bundle Mojam, on els desenvolupadors de jocs poden crear un joc des de zero en 60 hores.

## Jocs
- Harvest: Massive Encounter (2008), estratègia en temps real.
- Minecraft (2011), joc sandbox en primera persona.
- Cobalt (2016), joc de plataformes.